# Yamaha Zuma
A Zuma egy léghűtéses, 49 köbcentiméter lökettérfogatú kétütemű robogó, amelyet a Yamaha gyárt.

## Jellemzői
A Zumának egy 14 mm-es Teikei karburátora van, automatikus fojtással, ventilátoros hűtőrendszerrel. Az elektronikus gyújtású motor sűrítési aránya 7.0:1, és automatikusan lubrikáló olajinjektoros rendszerrel van ellátva. Ehhez egy lámpa kapcsolódik, amely a műszerfalon jelzi a motorosnak, ha az olajszint túl alacsony. Elektromos indítója mellett berúgós tartalék indítója is van.
A kerekei ötküllős öntvény felniken lévő elöl 120/90-10, hátul 130/90-10 méretű gumik. Elöl 155 mm-es hidraulikus tárcsás féke, hátul dobféke van. (Az 1998 előtti modelleknek elöl is dobfékük volt.)
A kétszemélyes ülés alatt kis csomagtartó található. A műszerfalon indexlámpa, reflektor és az alacsony olajszintet jelző lámpa van. Összteherbírása 142,7 . Fogyasztása 1,91 liter/100 km.

## Története
A Zuma az első generációs modelljével 1989-ben jelent meg, melyet 2001-ig gyártottak. A második generációs modelleket 2002–2011 gyártották.
A harmadik generációs modell 2012-ben debütált, de már négyütemű motorral.